# Dámaso Berenguer Fusté

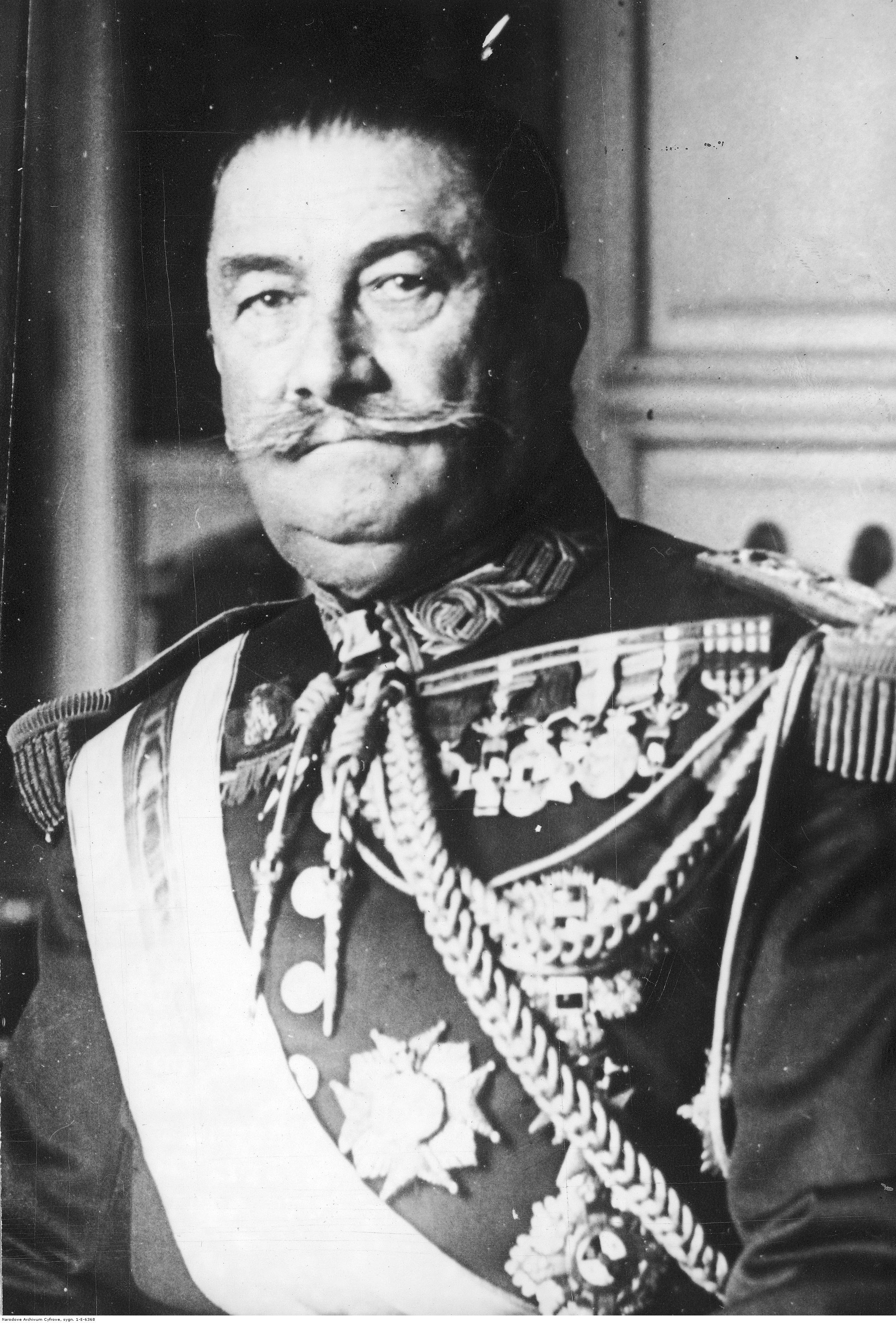
Dámaso Berenguer Fusté (1930/31)

Dámaso Berenguer y Fusté, Graf (Conde) de Xauen (* 4. August 1873 in San Juan de los Remedios (Kuba); † 19. Mai 1953 in Madrid) war ein spanischer Generalleutnant, Politiker und Ministerpräsident Spaniens (Presidente del Gobierno).

## Biografie

### Militärische Laufbahn und Erster Weltkrieg
Nach der Schulausbildung trat Dámaso Berenguer 1889 in die Armee ein und absolvierte eine Ausbildung zum Offizier der Kavallerie an der Militärakademie, die er 1892 mit der Beförderung zum Unterleutnant (Alférez) beendete. Zwischen 1895 und 1898 nahm er als Offizier am Kubanischen Unabhängigkeitskrieg teil. Im Laufe seiner militärischen Laufbahn wurde er 1909 nach der Teilnahme am zweiten Rifkrieg (1909) zum Brigadegeneral befördert. Zwischen 1909 und 1915 befand er sich in Spanisch-Marokko, wo er 1911 in Melilla die erste marokkanischen Armeeeinheiten schuf, die sogenannten Regulares. Als General wurde er zu einem der einflussreichsten Generale innerhalb der Militärführung. Nach seiner Rückkehr nach Spanien wurde er 1916 zunächst Militärgouverneur der Provinz Málaga.

### Nachkriegszeit und Diktatur Primo de Riveras
Als nach dem Ersten Weltkrieg die Armee ihre Beteiligung an der politischen Macht beanspruchen wollte, wurde er am 9. November 1918 zum Kriegsminister (Ministro de Guerra) in das Kabinett von Manuel García Prieto berufen. Dieses Amt hatte er auch in der nachfolgenden Regierung von Álvaro Figueroa Torres seit dem 5. Dezember 1918 inne, bis er im Januar 1919 zum Hochkommissar von Spanisch-Marokko ernannt wurde. Am 3. Januar 1921 wurde er durch Königliches Dekret zum Senator auf Lebenszeit (Senador Vitalicio) ernannt.
Zunächst gelang ihm die Zurückeroberung der zuvor durch Abd el-Krim nach der Schlacht von Annual besetzten Gebiete. Am 12. August 1921 schickte Fusté in seiner Eigenschaft als Hochkommissar an den Kriegsminister folgendes Telegramm:

„Ich stand dem Einsatz von erstickenden Gasen gegen Indigene immer abweisend gegenüber, aber nach dem, was sie getan haben, und ihrem trügerischen und falschen Verhalten, habe ich es mit wahrem Vergnügen anwenden lassen.“

Das Amt des Hochkommissars übte er bis zum 13. Juli 1922 aus.
Wegen seiner Beteiligung und Mitverantwortung für die Niederlage der spanischen Armee gegen die Rifkabylen während des dritten Rifkrieges wurde er vom Obersten Militärgericht für schuldig befunden, allerdings nach dem Beginn der Militärdiktatur von General Miguel Primo de Rivera begnadigt und von diesem 1924 im Range eines Generalleutnant zum Leiter des Königlichen Militärhaushaltes ernannt. Am 27. März 1925 wurde er zum Generalkapitän (Capitán General) von Galicien ernannt und behielt dieses Amt bis zum 31. August 1926. Für seine militärischen und politischen Verdienste wurde er am 4. Mai 1929 von König Alfons XIII. zum Graf (Conde) de Xauen in den Adelsstand erhoben. Auch nachdem 1925 die Genfer Konvention den Einsatz von Giftgasen und biologischen Kampfstoffen verbot, setzten die Spanier große Mengen Senfgas im Rifkrieg ein. Sie nahmen dabei sogar in Kauf, dass das Gas auch kriegsgefangene Spanier traf; auch deshalb wurde dessen Einsatz später geheim gehalten.

### Ministerpräsident
Nach dem Rücktritt von Diktator Primo de Rivera am 30. Januar 1930 wurde er von König Alfons XIII. zu dessen Nachfolger als Ministerpräsident Spaniens (Presidente del Gobierno) ernannt. Zugleich übernahm er das Amt des Armeeministers (Ministro de Ejercito). Seine Regierung ging nach der Diktatur Primo de Riveras in die spanische Geschichte als weiche Diktatur (Dictadura Blanda oder Dictablanda) ein.
Die Hoffnung des Monarchen, dass Berenguer in der Lage sei, die verfassungsmäßige Ordnung wiederherzustellen und die wirtschaftlichen Probleme zu lösen, erfüllte sich jedoch nicht. Zum anderen machten die meisten politischen Parteien den König für die Diktatur Primo de Riveras verantwortlich und forderten die Abdankung Alfons’ XIII. Berenguer versuchte erfolglos in diesem Konflikt zwischen dem Monarchen und den Parteien zu vermitteln. Dies führte letztlich dazu, dass das anfängliche Vertrauen der republikanischen und monarchistischen Gruppen in ihn zurückging. Der Versuch einer Reform der Gesetzgebung sowie die Wiedereinsetzung der Abgeordneten, Stadträte und Universitätsprofessoren wurde danach wieder aufgegeben. Zur Beruhigung der politischen Parteien kündigte Berenguer neben der Befriedung des Landes auch allgemeine Wahlen an, die von den traditionellen Parteien jedoch wegen der Erfahrungen während der vorherigen Diktatur abgelehnt wurden. Die wieder zugelassene Arbeiterbewegung rief darüber hinaus zu Protesten auf.
Am 17. August 1930 kam es zur Unterzeichnung des bekannten Paktes von San Sebastián (Pacto de San Sebastián), in dem die republikanischen Parteien sich unter Niceto Alcalá-Zamora und Miguel Maura Gamazo, einem Sohn Antonio Maura Montaners vereinigten, um die Abdankung des Königs zu erreichen.
Am 14. Dezember 1930 kam es zur militärischen Revolte in der Garnison Jaca, in der die Abschaffung der Monarchie und die Ausrufung der Republik gefordert wurde. Die Erschießung der beiden Anführer der Revolte, der Hauptmänner Fermín Galán Rodríguez und Ángel García Hernández, führte zu einer weiteren Ablehnung der Regierung von Berenguer. Kurz zuvor wurde ein Pistolenattentat auf Berenguer verübt.
Diese Ereignisse und Proteste gegen seine Regierung führten letztlich am 14. Februar 1931 zu seinem Rücktritt.

### Zweite Republik und Veröffentlichungen
Im Kabinett seines Nachfolgers Admiral Juan Bautista Aznar Cabañas, der letzten Regierung unter der Herrschaft Alfons XIII., behielt er jedoch das Amt des Armeeministers bis zum 14. April 1931. Als nach dem Sieg der republikanischen Parteien bei den Kommunalwahlen vom 12. April 1931 König Alfons ohne formelle Abdankung ins Exil nach Paris ging, erfolgte die Ausrufung der Zweiten Republik. Obwohl Berenguer der neuen Republik seine Treue und Gefolgschaft versicherte, wurde er mit anderen monarchistischen Offizieren wegen der Erschießung der Aufständischen von Jaca verhaftet und angeklagt. 1935 erfolgte jedoch sein Freispruch von der strafrechtlichen Verantwortung für die Erschießungen durch das Oberste Gericht.
Über seine politischen und militärischen Erlebnisse veröffentlichte er die Bücher:
- Campañas en el Rif y Yebala 1921–1922. Notas y documentos de mi diario de operaciones. 1923. (Feldzüge in Rif und Yebala 1921–1922. Notizen und Dokumente meines Operationstagebuchs),
- De la Dictadura a la República. Plus-Ultra, Madrid 1946. (Von der Diktatur zur Republik).